# Італійська фондова біржа
Італійська фондова біржа (італ. Borsa Italiana) розташована в Мілані в будинку Палаццо Меццанотте. Біржа виконує функції організації та управління внутрішнім ринком, регулюючи процедури допуску та лістингу компаній та посередників, а також наглядає за відкритістю інформації для компаній, що котируються на біржі.
Італійська фондова біржа була приватизована в 1997 році, та почала діяти як акціонерне товариство 2 січня 1998 року. 23 червня 2007 року Італійська біржа стала дочірньою компанією Лондонській фондовій біржі Це змінилося 9 жовтня 2020 року, коли була досягнута угода на суму 4.3 мільярди євро про перехід Італійській фондовій біржі у власність  загальноєвропейській біржовій групи Euronext Придбання Італійської фондової біржі компанією Euronext відбулося 29 квітня 2021 року. Очікується, що Італійська біржа буде ребрендована в Euronext Milan з часом.
Біржу очолює Клаудія Парзані, а Фабріціо Теста є генеральним директором.
Borsa Italiana регулюється Національною комісією з нагляду за ринком цінних паперів та фондовим ринком (CONSOB), агентством Міністерства економіки та фінансів, що розташоване в Римі. Станом на квітень 2018 року загальна капіталізація компаній, акції яких котируються на Італійській фондовій біржі, становила 644,3 млрд євро, що становить 37,8% італійського ВВП

## Часи торгівлі
Біржа проводить передринкові сесії з 8:00 до 9:00, звичайні торгові сесії з 9:00 до 17:30 та післяринкові сесії з 18:00 до 20:30 у всі дні тижня, крім суботи, неділі та святкових днів, оголошених біржею заздалегідь.

## Фінансові ринки
Основними торговими ринками для Італійській фондовій біржі є
- MTA, провідний ринок акцій, який присвячений середнім та великим компаніям. Він включає два сегменти: STAR, для середніх фірм, і MTA International, на якому торгуються акції неіталійських емітентів, що вже котируються на інших європейських ринках;[9]
- AIM Italia, яка збирає акції малих та середніх швидкозростаючих компаній;[10]
- MIV (Market For Investment Vehicles), на якому роздрібні та професійні інвестори оперують інвестиційними інструментами, що мають визначене стратегічне бачення;[11]

Італійська фондова біржа також включає ринки деривативів (IDEM) ETF (ETFPlus) та облігації (MOT).

## Індекси
Основні індекси Італійській фондовій біржі:
- FTSE Italia All Share
- FTSE MIB, зважений за капіталізацією індекс 40 найбільших компаній, обраних для представлення 10 секторів економіки, створений у 2009 році[15].
- FTSE Italia Mid Cap
- FTSE Italia Small Cap
- FTSE AIM Italia
- AIM Italia Investable